# Rotoscòpia

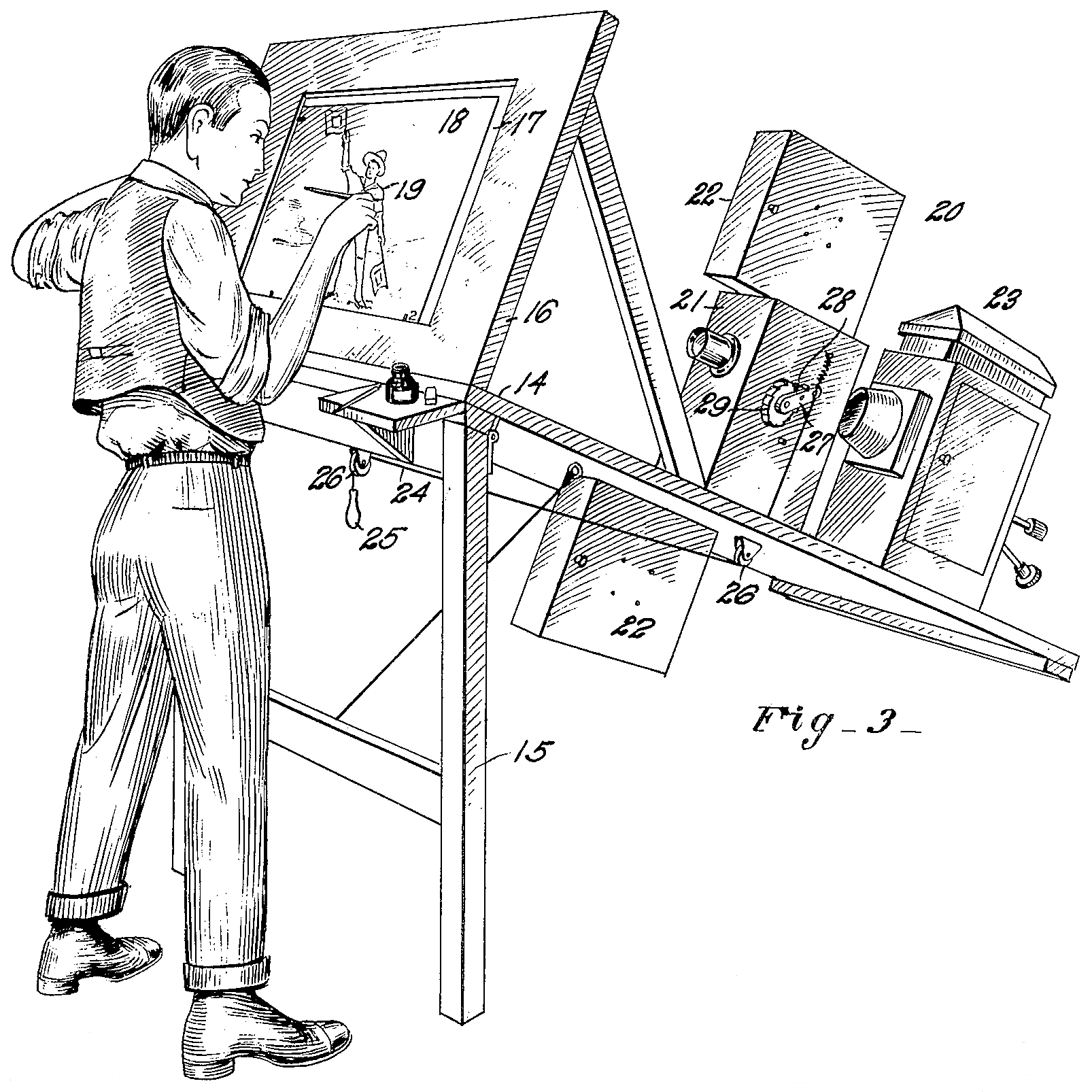
Rotoscopi original de Dave Fleischer

Animació mitjançant la rotoscòpia

La rotoscòpia és una tècnica d'animació que consisteix a calcar els fotogrames d'una imatge real en moviment per tal de convertir-la en una animació. D'aquesta forma es transmet la naturalitat de moviments, expressions, llums, ombres i proporcions pròpies d'una filmació. El nom prové del Rotoscope, un sistema de projecció del cinema tradicional amb una làmina de cel·luloide transparent que permetia a l'artista dibuixar de nou el material.
Des de principis del segle xxi, després de l'arribada de la revolució digital, la tècnica de la rotoscòpia està pràcticament abandonada, però no el seu concepte, que ha perviscut emprant programes informàtics. Va ser reemplaçada per una altra tècnica en la qual ja no es treballa sobre imatges obtingudes per filmació tradicional sobre cel·luloide, sinó filmades i gravades directament en suport electrònic digital: la captura de moviment.
El rotoscopi, l'eina analògica que permet fer ús de la rotoscòpia, va ser inventat per Max Fleischer. El va utilitzar per a la seva sèrie Out of the Inkwell a partir del 1912.

## Història
Aquesta tècnica va ser inventada per Max Fleischer l'any 1914, ajudat pel seu germà Dave Fleischer, que li feia de referència vestit de pallasso. El 1917 va patentar el rotoscopi, que era una màquina on es projectava la imatge real sobre una làmina transparent on era redibuixada per un animador que en calcava els contorns. Aquests primers experiments amb la rotoscòpia es van agrupar en la sèrie de curts Out of the Inkwell [Sortit del tinter], que comprenia films d'animació des del 1918 al 1927.
Tot i que inicialment fou concebuda com un mètode més ràpid que l'animació tradicional, va quedar demostrat que la precisió del calcat necessitava un procés que requeria més temps i esforç. Per això Fleischer abandonà la tècnica el 1924.
El rotoscopi ha estat utilitzat en una vasta gama de dibuixos animats, essent els més notables Cab Calloway i Betty Boop als inicis dels anys 30. Els estudis Walt Diney Pictures van utilitzar la rotoscòpia el 1937 a La Blancaneus i els set nans per a l'animació dels personatges del príncep i la Blancaneus. El 1939 es va recórrer a la rotoscòpia en la pel·lícula de dibuixos animats de Paramount Pictures Els viatges de Gulliver. Posteriorment, Ralph Bakshi va utilitzar el rotoscopiat en la seva versió de El Senyor dels Anells el 1978, però degut a la falta de pressupost el resultat no va ser el desitjat i la crítica es va acarnissar amb ell.
La rotoscòpia va ser utilitzada també amb freqüència com eina per fer els efectes especials de certes pel·lícules. Per exemple, al 1977 en els sabres de llum de La Guerra de les Galàxies (en la ficció d'aquestes pel·lícules un sabre de llum és una empunyadura que en comptes de tenir un tall de metall el que fa és emetre un feix d'«energia pura»). Per a les escenes en les quals els cavallers jedi d'aquesta saga cinematogràfica utilitzaven els seus sabres, se'ls va donar empunyadures en les quals la fulla d'energia estava representada per un bastó recobert d'una pintura que reflecteix la llum, emetent una lluïssor feble. Més tard, en laboratori i mitjançant un rotoscopi, en cada fotograma els tècnics d'efectes especials pintaven el bastó amb un efecte de llum molt més intens.
El primer cop que un rotoscopi va ser utilitzat en un video musical va ser en el videoclip de la Banda Klaatu "A Routine Day". Un bon exemple de la utilització d'aquesta tècnica és el videoclip de la cançó Take On Me, que el grup noruec A-ha va treure el 1984. Es va inspirar en el treball d'art d'un estudiant que havia recorregut a la tècnica de la rotoscòpia. Les escenes en viu (que no són animacions) van ser enregistrades al Kim's Cafè i en un estudi de so, tots dos a Londres, Anglaterra. El videoclip narra una història de fantasia en la qual una noia (interpretada per l'actriu Bunty Bailey) viu un romanç de somni amb l'heroi de la seva historieta preferida (interpretat per Morten Harket).
La rotoscòpia té una tècnica anàloga en l'animació per computadora: la captura de moviment. El terme rotoscòpia és doncs ara usat de forma generalitzada per als processos digitals mitjançant els quals es redissenyen les imatges sobre la pel·lícula digital. Per a les pel·lícules El Senyor dels Anells: les dues torres i El Senyor dels Anells: el retorn del Rei, de 2002 i 2003 respectivament, els animadors per computadora es van veure obligats pels productors a usar la tècnica de la captura de moviment amb l'actor Andy Serkis per a totes les animacions del personatge fictici d'en Gòl·lum, ja que el resultat obtingut mitjançant simple animació per computadora va ser rebutjat per ser incomplet i mancarli el realisme requerit per a aquest personatge.
Actualment aquesta tècnica ha estat substituïda per programari com Adobe Flash, Adobe After Effects o Toon Boom Animation. A la indústria d'efectes especials, el terme rotoscòpia es refereix a la tècnica manual de crear una capa mate d'un element en un pla que actuarà com a fons.
Als inicis del segle XXI hi ha hagut una revifalla de la rotoscòpia al cinema, propiciada per l'èxit de Richard Linklater amb els seus films Waking Life (2001) i A Scanner Darkly (2006), considerats els primers llargmetratges elaborats íntegrament amb tècnica rotoscòpica digital. Al setembre del 2019 s'ha estrenat la sèrie Undone, feta amb aquesta tècnica, creada pels autors de la sèrie animada BoJack Horseman Raphael Bob-Waksberg i Kate Purdy.

## Rotoscòpia en el cinema d'Animació
Walt Disney va fundar al 1923 la companyia més gran d'entreteniment i mitjans de comunicació de tot el món. Al 1937 va estrenar el seu primer llargmetratge, La Blancaneus i els set nans, amb un pressupost de més d'un milió de dòlars per la seva producció. Des de llavors, Disney ha produït grans clàssics de pel·lícules de dibuixos animats en els quals es detecten semblances en els moviments dels personatges que apareixen a pel·lícules com La Bella Dorment i La bella i la bèstia, La Blancaneu i els set nans i Robin Hood, o altres títols com El llibre de la selva, Els Aristogats, Bambi i Alícia al país de les meravelles.
La seva raó és l'ús de la rotoscòpia. En aquestes pel·lícules la tècnica d'animació utilitza gravacions d'imatges reals que, posteriorment, es traslladen al dibuix mitjançant el calc dels moviments, donant així una major naturalitat als moviments en la pel·lícula final. Disney ja va utilitzar aquesta tècnica per a la producció de La Blancaneus i els set nans.
Donat el cost que suposava rodar una escena amb actors reals en la primera meitat del segle xx, amb càmeres de cel·luloide, Disney va optar per reutilitzar les gravacions que ja tenia filmades per les seves futures pel·lícules a través de la tècnica de la rotoscòpia. Amb això es reduïen considerablement els costos i el temps de producció de les pel·lícules.

## Captura del moviment
Aquesta tècnica s'utilitza molt sovint al món del cinema, consistent en capturar digitalment un moviment real i utilitzar la informació per a transferir-la posteriorment a una animació (digitalització del moviment).
La captura del moviment real inclou tres passos:
- Simplificació del model: normalment els moviments reals (per exemple, el llançament de qualsevol objecte) són molt complexer per a ser capturats en la seva totalitat. És per aquest motiu, que primerament s'han d'identificar les parts fonamentals del moviment (els fotogrames clau).
- Identificació i marcat dels punts de referència: normalment solen ser les articulacions dels personatges, marcades amb cercles.
-Realització del moviment i recollida de dades: aquest procés es duu a terme mitjançant càmeres de vídeo i altres elements teconològico-audiovisuals.

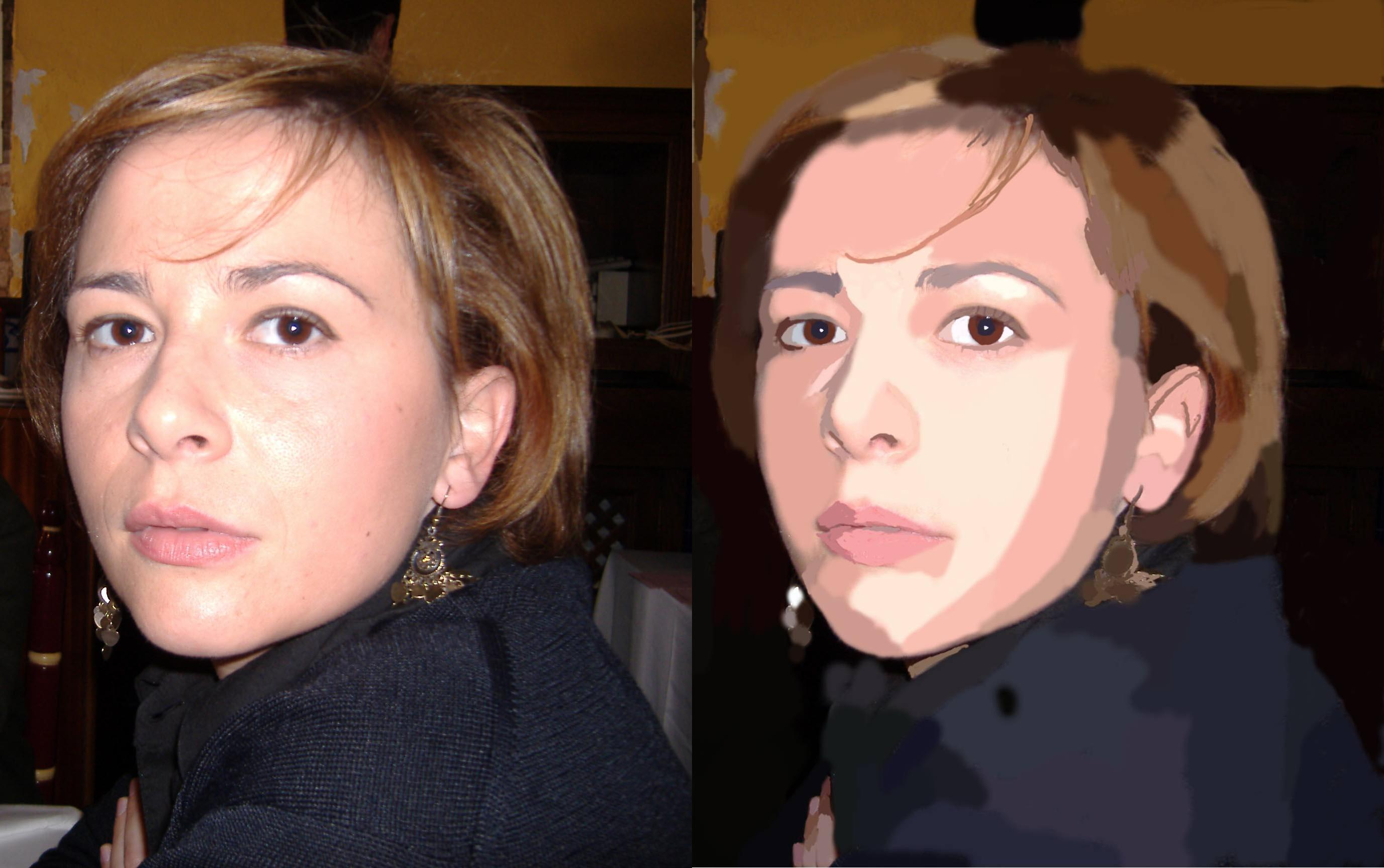
Mostra de rotoscopiat.

Una vegada digitalitzada la informació, s'aplica al model generat per ordinador amb la intenció de controlar el seu moviment. Gràcies a aquesta tècnica s'aconsegueixen moviments molt realistes, ja que aquests deriven d'accions reals, no creades inicialment per fórmules o dibuixos digitals.

## Tècnica
Per obtenir aquest resultat primerament s'ha d'obtenir el vídeo que s'utilitzarà com a referència, creant una gravació idònia adaptada al resultat que vulguis obtenir. És ideal gravar davant d'un fons pla. Un cop adquirit el material original s'ha d'importar al programari en el que es vulgui treballar, i a continuació, només cal passar-lo fotograma a fotograma i anar repassant l'animació.

## Llista d'obres que fan ús de la rotoscòpia

### Cine
- Minnie the Moocher (1932)
- La Blancaneu i els set nans (1937)
- Els viatges de Gulliver (1939)
- Superman (1940)
- Mr. Bug Goes to Town (1941)
- Tie Shan Gongzhu (1941), el primer film animat de la Xina
- Els ocells (1963)
- La trilogia original de La guerra de les galàxies (1977-1983) emprà aquesta tècnica pels seus famosos sables làser.
- El Senyor dels Anells (1978), així com altres pel·lícules de l'animador Ralph Bakshi: Wizards (1977), American Pop (1981) o Tygra, foc i gel (1983).
- Heavy Metal (1981)
- Tron (1982)
- La Sireneta (1989)
- Peraustrínia 2004 (1990)
- La bella i la bèstia (1991)
- Aladdin (1992)
- Pocahontas (1995)
- Anastàsia (1997)
- The Secret of NIMH (1982), de John Bluth, que també emprà aquesta tècnica en Fievel i el nou món (1986) i a Titan A.E. (2000).
- Waking Life (2001) i A Scanner Darkly (2006), de Richard Linklater, considerats els primers llargmetratges elaborats íntegrament amb tècnica rotoscòpica digital.

### Sèrie animada
- Out of the Inkwell (1918-1929). La primera obra, on Max Fleischer emprà la tècnica per donar vida a Koko, the Clown.
- Betty Boop (1930). Alguns dels episodis més memorables que fan ús d'aquest mètode són Minnie the Moocher (1932) o Snow White (1933), on es van animar els balls del músic de jazz Cab Calloway.[3]
- Popeye (1930)
- What Have We Learned, Charlie Brown? (1983) i It's Flashbeagle, Charlie Brown (1984)
- Estado Delta
- Aku no Hana (2013)
- Kowabon

### Vídeos musicals
- "Yellow Submarine" (1968), a la seqüència corresponent a la cançó "Lucy in the Sky with Diamonds"
- "The One That Got Away" cançó de Tom Waits
- "Take on Me", "The Sun Always Shines on T.V." i "Train of Thought" cançons de A-ha
- "Heartless" cançó de Kanye West
- "Save Me" cançó de Queen
- "Forsaken" cançó de Dream Theater
- "Breaking the Habit" cançó de Linkin Park
- "[1]" cançó de Joey Bada$$
- "Brothers in Arms" cançó de Dire Straits

### Videojocs
- Prince of Persia
- Another World
- Commander Blood
- Flashback: The Quest for Identity
- The Last Express
- Hotel Dusk: Room 215
- Last Window: El secreto de Cape West
- The World Ends with You
- Ghost Trick: Phantom Detective